# Пупарев, Константин Васильевич
Константин Васильевич Пупарев (1803—1873/1874) — русский врач.

## Биография
Родился в 1803 году в купеческой семье. После окончания Вятской гимназии с 1825 года учился в Казанском университете. В 1829 году был награждён серебряной и золотой медалями и окончил курс с званием лекаря I отделения. В том же году был послан на борьбу с холерной эпидемией в Оренбург, а потом — в Казань. С 1831 года был врачом Чистопольского уезда Казанской губернии, с 1841 года — городовым врачом в Казани, с 1844 года — уездным врачом в Царевококшайске и затем — врачом в имении Бахметева в Чистопольском уезде.
В 1845 году получил в Казанском университете звание инспектора врачебной управы, а в следующем году — звание акушера в петербургской Медико-хирургической академии. С 1846 года он был акушером Ярославского врачебного управления, с 1847 года — инспектором Вятского врачебного управления, а с 1851 года — инспектором Тверского врачебного управления. В 1866 году вышел на пенсию и прожил в Твери до смерти. Умер 24 декабря 1873 (5 января 1874) года.
Им были напечатаны следующие научные труды:
- «Описание хода повальной болезни, называемой холерою, открывшейся в 1829 году с наступлением осени в Оренбурге и его уезде, с изложением способа лечения» (СПб., 1829);
- «Вопрос о медалях, данных Маркусу и Янишу за холеру» («Друг Здравия». — 1834. — № 7);
- «Опухоль суставов, после инфлуэнцы, отчасти излеченная ваннами из барды» («Друг Здравия». — 1834. — № 8);
- «Рак желудка и продырявление его оболочек» («Друг Здравия». — 1834. — № 10);
- «Свободные мозговые косточки» («Друг Здравия». — 1839. — № 46);
- «Втянутие яичек к брюшному кольцу, как признак смерти от замерзания» («Друг Здравия». — 1847. — № 43);
- «Зерна Рагульника, как вспомогательное средство в холере» («Друг Здравия». — 1853. — № 5);
- «Уродливость с трещиной брюшных покровов» — «Военно-медицинский журнал». — 1853. — Ч. 61, Кн. 2;
- «Кашинские минеральные источники, Тверской губернии, в г. Кашине» (1859; Тверь, 1863);
- «Сведения о промышленности пьявками в Погорелом Городище, Тверской губернии» («Тверские губернские ведомости». — 1863);
- «Сведения о погоде в г. Твери» («Тверские губернские ведомости». — 1869);
- «Простонародные названия растений в Тверской губернии» («Тверские губернские ведомости». — № 33, 34, 41, 44 и 47);
- «Народное наставление о мерах к лечению сибирской язвы, или огневика» («Тверские губернские ведомости»; отдельн. оттиски. Тверь).